# Пол Джуліан
Пол Галл Джуліан (англ. Paul Hull Julian; 25 червня 1914 — 5 вересня 1995), більш відомий як Пол Джуліан — американський фоновий аніматор, творець звукових ефектів і актор голосу для Warner Bros. Cartoons. Він працював над короткометражними фільмами Looney Tunes, головним чином над короткометражними фільмами режисера Фріза Фрілінга «Сильвестр» і «Твіті Берд».
Під час роботи в Warner Джуліан також виконав вокальні ефекти для Дорожнього бігуна. Його теплі та обрізані міські сцени також були представлені на початку його кар'єри у фільмі Багза Банні «Бейсбольні жуки» (1946) та у фільмі «Золоті яйця» на тему злочинного синдикату «Даффі Дак» (1950). Джуліан також створив фрески Нового курсу в Каліфорнії. Помер Джуліан у Ван-Найс, Каліфорнія, у віці 81 року.

## Життя і кар'єра

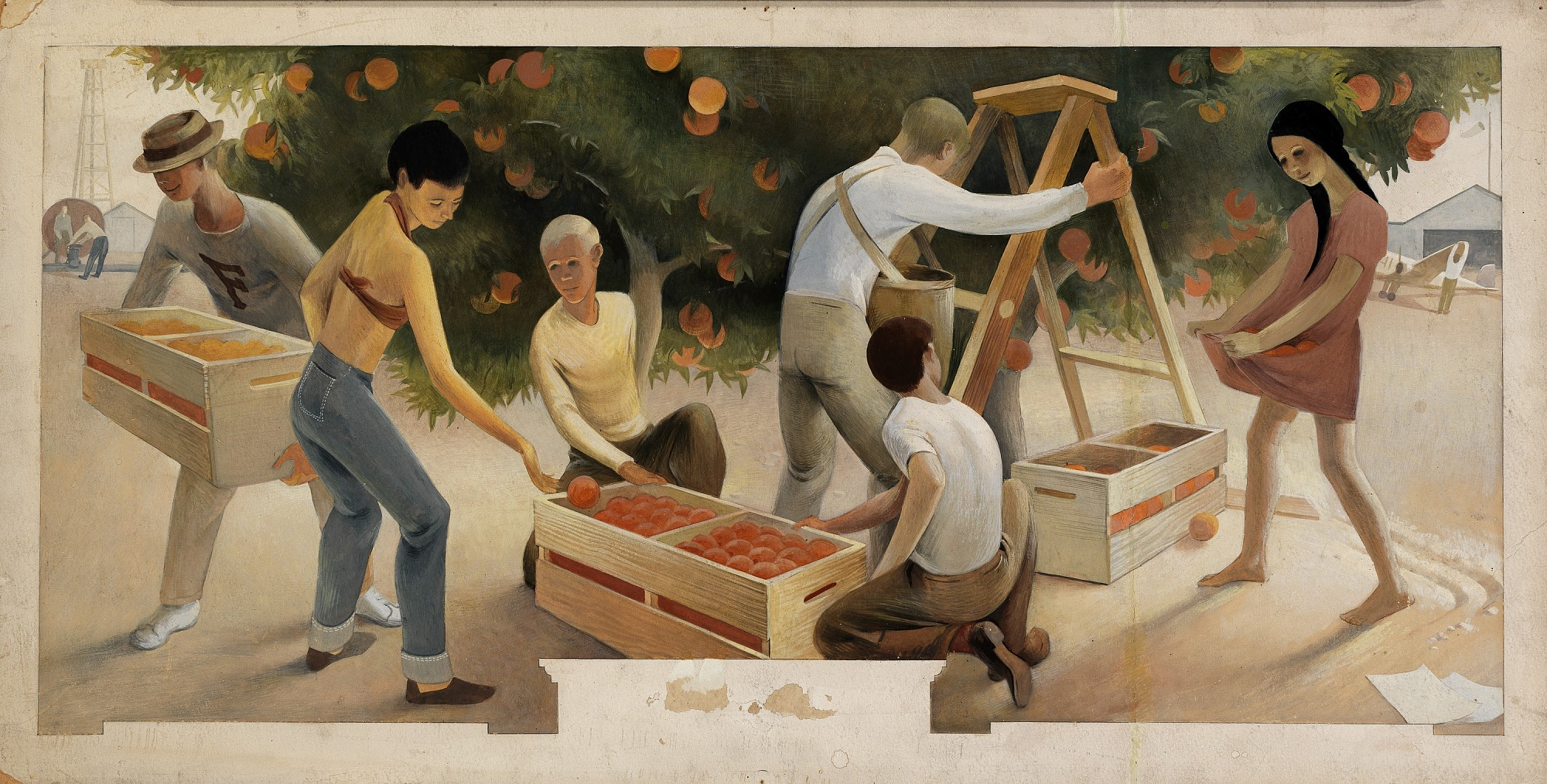
Етюд для фрески Джуліана «Збір апельсинів» (1942), на замовлення відділу живопису та скульптури для поштового відділення у Фуллертоні, Каліфорнія

Джуліан народився 25 червня 1914 року в Іллінойсі. У жовтні 1939 року він влаштувався на роботу в Лос-Анджелесі художником-верстальником і художником фону в анімаційній студії Леона Шлезінгера «Termite Terrace». Через два роки він був одним із перших співробітників UPA. У 1945 році він повернувся до Warner Bros Cartoons, де його головним чином призначали до підрозділу Фріза Фреленга, він отримав високу оцінку за свої барвисті модерністські картини міських пейзажів для мультфільмів про Кота Сильвестра та Твіті, а також для Багз Банні та Даффі Дака.
До початку кар'єри в Голлівуді Джуліан працював над проектами фресок Нового курсу по всій Південній Каліфорнії. У 1942 році його фреска «Збір апельсинів» була створена для інтер'єру поштового відділення Фуллертона, Каліфорнія. Того року він також створив фреску WPA для початкової школи Апленд в Апленді, штат Каліфорнія, збоку від шкільної аудиторії. Незважаючи на те, що фрески вицвілі, вони мають пристойний вигляд. Джуліан використав техніку під назвою петрахром, у якій використано 24 різні кольори мармуру для завершення чотирьох панелей фрески. Фреска всередині поштового відділення Фуллертона в чудовому стані к «Beep-Beep!» для Дорожнього бігуна. Уперше він зробив звук у коридорі на ділянці студії Warner Bros. Він імітував автомобільний гудок, щоб сигналізувати, щоб люди геть зі свого шляху, коли поспішав із великою картиною. Звук підібрав режисер Чак Джонс і використав його у фільмі «Швидкий і пухнастий». Його дещо прискорив редактор Трег Браун. Ці записи все ще використовуються в сучасних носіях Looney Tunes.
Джуліан зняв анімаційні фільми «Бебі-бугі» (1955) для UPA та «Шибениця» (1964), продюсером якого був Лес Голдман. «Шибениця» отримав понад 15 нагород на міжнародних кінофестивалях. Він також був фоновим художником і художником-постановником для Hanna-Barbera та фантастичного аніме 1978 року «Вітри змін», заснованого на «Метаморфозах» Овідія. Джуліан також мав довгі робочі стосунки з Роджером Корманом, надаючи обкладинки для багатьох його фільмів, зокрема «Божевілля 13» і «Терор».
Джуліан продовжував працювати художником, аж до своєї смерти у Ван Найсі, штат Каліфорнія, у 1995 році.

## Часткова фільмографія

### Фоновий художник
- Це Ворнер Брос.!
- Тропічний ліс: історія долини папороті
- Мій маленький поні: фільм
- Тригер зайця
- Я з'їв шпаклівку
- Відверта камера Елмера
- Домашній кролик Елмера

### Актор
- Суп або Соник — Дорожній бігун
- Швидкий і пухнастий — Дорожній бігун
- Цукор і шпигуни — Дорожній бігун
- Шоу «Дорожній бігун» — Дорожній бігун
- Стоп-кадр — Дорожній бігун
- Боулдер Вам! — Дорожній бігун
- Хутряні колісниці — Дорожній бігун (останній мультфільм, створений за життя Пола Джуліана)
- Водоспад Койот — Дорожній бігун
- Хутро польоту — Дорожній бігун
- Скажений вершник — Дорожній бігун
- Flash in the Pain — Дорожній бігун
- Переслідувач на скелях — Дорожній бігун
- Постраждалі в Хопалонзі — Дорожній бігун
- Лабораторія Декстера (S02E11B, Road Rash) — Ді-Ді імітує Дорожнього Бігуна
- Космічний джем — Дорожній бігун
- Багз Банні звідусіль виривається назовні — Дорожній бігун
- Електрична компанія — Дорожній бігун
- Гіп Гіп Ура! — Дорожній бігун